# Madīneh
Madīneh (persiska: مدینه) är en ort i Iran.   Den ligger i provinsen Khuzestan, i den centrala delen av landet, 600 km söder om huvudstaden Teheran. Madīneh ligger 13 meter över havet och antalet invånare är 157.
Terrängen runt Madīneh är mycket platt. Runt Madīneh är det ganska tätbefolkat, med 54 invånare per kvadratkilometer. Närmaste större samhälle är Manşūreh-ye Sādāt, 7,4 km öster om Madīneh. Omgivningarna runt Madīneh är i huvudsak ett öppet busklandskap.